# Davy Cooreman
Ne pas confondre avec Steve Cooreman, un joueur de football belge né en 1976 qui joue au SC Eendracht Alost à la même période.
Davy Cooreman, né le 21 octobre 1971 à Alost, est un joueur de football belge, qui évoluait comme milieu offensif. Il a également été entraîneur dans des clubs des séries provinciales.

## Biographie
Davy Cooreman fait ses débuts professionnels en lors de la saison 1988-1989 avec La Gantoise. Le club est promu via le tour final en Division 1 et il joue son premier match parmi l'élite le 10 mars 1990 contre Waregem. Deux ans plus tard, il découvre les compétitions européennes et joue deux rencontres lors de la Coupe UEFA 1991-1992, contre Lausanne Sport au premier tour et l'Ajax Amsterdam en quarts de finale, qui élimine le club gantois. En fin de saison, il rejoint le Cercle de Bruges, un autre pensionnaire de l'élite,.
Davy Cooreman devient d'emblée un joueur de base en milieu de terrain et dispute pour la première fois de sa carrière une saison quasiment complète. L'arrivée de Georges Leekens en tant qu'entraîneur un an plus tard le renvoie sur le banc des remplaçants et il décide de partir relever un nouveau défi du KSV Waregem, tout juste relégué en deuxième division. Il aide sa nouvelle équipe à remporter le titre de champion puis retourne au Cercle, désormais dirigé par Jerko Tipurić. Il retrouve sa place de titulaire dans l'entre-jeu brugeois et participe au beau parcours de l'équipe en Coupe de Belgique, atteignant la finale de la compétition où le rival ancestral du FC Bruges met fin aux rêves de son voisin et réalise le doublé championnat/Coupe.
La saison suivante est beaucoup plus difficile pour le Cercle qui se fait éliminer dès le premier tour en Coupe des vainqueurs de coupe et termine bon dernier du championnat, une place synonyme de relégation. Davy Cooreman accompagne ses coéquipiers à l'étage inférieur pour tenter de remonter directement en Division 1, sans succès. Il décide alors de partir et s'engage avec l'Eendracht Alost, toujours en première division. Il y joue deux saisons pleines puis décide de tenter une première aventure à l'étranger à 29 ans en rejoignant l'Hapoël Beer-Sheva, alors en deuxième division israélienne. Il remporte le titre un an après son arrivée et joue une saison de plus parmi l'élite du pays.
En 2002, Davy Cooreman rentre en Belgique et signe un contrat à La Louvière. Il s'impose rapidement comme une plaque tournante dans le milieu du jeu et participe activement à la belle campagne des « Loups » en Coupe de Belgique, ponctuée par la victoire finale face à Saint-Trond. C'est le premier trophée majeur dans la carrière du joueur et l'histoire du club. La saison suivante, il perd progressivement sa place dans le onze de base et, en fin de saison, son contrat n'est pas prolongé. Il s'engage alors pour un an avec Beringen Heusden-Zolder, relégué en Division 2 la même année. Hélas, il est victime d'une grave blessure durant la préparation et reste écarté des terrains pendant presque un an. Il ne remonte sur les pelouses qu'à l'occasion du dernier match de la saison pour faire ses adieux au football professionnel.
Par la suite, Davy Cooreman continue à jouer dans des équipes de provinciales, au KVV Zomergem d'abord et un an plus tard au FC Kerksken-Mere. En août 2009, il est nommé entraîneur au JV De Pinte mais l'expérience tourne court et il est licencié en novembre. En février 2011, il reprend du service au SK Oudegem, en deuxième provinciale, mais ne peut éviter la relégation du club en fin de saison.

## Palmarès
- Vainqueur de la Coupe de Belgique en 2003 avec la RAA Louviéroise.
- Une fois champion de Belgique de Division 2 en 1995 avec le KSV Waregem.
- Une fois champion d'Israël de Division 2 en 2001 avec l'Hapoël Beer-Sheva.

## Statistiques
| Saison                | Club                       | Championnat           | Championnat | Championnat | Coupe nationale | Coupe nationale | Coupe de la Ligue | Coupe de la Ligue | Supercoupe | Supercoupe | Compétition(s) continentale(s) | Compétition(s) continentale(s) | Compétition(s) continentale(s) | Total | Total |
| Saison                | Club                       | Division              | M.          | B.          | M.              | B.              | M.                | B.                | M.         | B.         | Comp.                          | M.                             | B.                             | M.    | B.    |
| 1988-1989             | KAA La Gantoise            | Division 2            | -           | -           | -               | -               | 0                 | 0                 | 0          | 0          | -                              | 0                              | 0                              | 0     | 0     |
| 1989-1990             | KAA La Gantoise            | Division 1            | 6           | 0           | 0               | 0               | 0                 | 0                 | 0          | 0          | -                              | 0                              | 0                              | 6     | 0     |
| 1990-1991             | KAA La Gantoise            | Division 1            | 14          | 3           | 0               | 0               | 0                 | 0                 | 0          | 0          | -                              | 0                              | 0                              | 14    | 3     |
| 1991-1992             | KAA La Gantoise            | Division 1            | 13          | 0           | 3               | 1               | 0                 | 0                 | 0          | 0          | C3                             | 2                              | 0                              | 18    | 1     |
| Sous-total            | Sous-total                 | Sous-total            | 33          | 3           | 3               | 1               | 0                 | 0                 | 0          | 0          | -                              | 2                              | 0                              | 38    | 4     |
| 1992-1993             | Cercle Bruges KSV          | Division 1            | 30          | 7           | 1               | 0               | 0                 | 0                 | 0          | 0          | -                              | 0                              | 0                              | 31    | 7     |
| 1993-1994             | Cercle Bruges KSV          | Division 1            | 12          | 0           | 1               | 0               | 0                 | 0                 | 0          | 0          | -                              | 0                              | 0                              | 13    | 0     |
| Sous-total            | Sous-total                 | Sous-total            | 42          | 7           | 2               | 0               | 0                 | 0                 | 0          | 0          | -                              | 0                              | 0                              | 44    | 7     |
| 1994-1995             | KSV Waregem                | Division 2            | 26          | 4           | 2               | 0               | 0                 | 0                 | 0          | 0          | -                              | 0                              | 0                              | 28    | 4     |
| Sous-total            | Sous-total                 | Sous-total            | 26          | 4           | 2               | 0               | 0                 | 0                 | 0          | 0          | -                              | 0                              | 0                              | 28    | 4     |
| 1995-1996             | Cercle Bruges KSV          | Division 1            | 27          | 4           | 5               | 3               | 0                 | 0                 | 0          | 0          | -                              | 0                              | 0                              | 32    | 7     |
| 1996-1997             | Cercle Bruges KSV          | Division 1            | 19          | 3           | 5               | 3               | 0                 | 0                 | 1          | 0          | C2                             | 1                              | 0                              | 26    | 6     |
| 1997-1998             | Cercle Bruges KSV          | Division 2            | 29          | 9           | 3               | 3               | 1                 | 1                 | 0          | 0          | -                              | 0                              | 0                              | 33    | 13    |
| Sous-total            | Sous-total                 | Sous-total            | 75          | 16          | 13              | 9               | 1                 | 1                 | 1          | 0          | -                              | 1                              | 0                              | 91    | 26    |
| 1998-1999             | SC Eendracht Alost         | Division 1            | 32          | 8           | 2               | 0               | 1                 | 0                 | 0          | 0          | -                              | 0                              | 0                              | 35    | 8     |
| 1999-2000             | SC Eendracht Alost         | Division 1            | 33          | 4           | 3               | 2               | 1                 | 0                 | 0          | 0          | -                              | 0                              | 0                              | 37    | 6     |
| Sous-total            | Sous-total                 | Sous-total            | 65          | 12          | 5               | 2               | 2                 | 0                 | 0          | 0          | -                              | 0                              | 0                              | 72    | 14    |
| 2000-2001             | Hapoël Beer-Sheva          | Liga Leumit           | -           | -           | -               | -               | -                 | -                 | 0          | 0          | -                              | 0                              | 0                              | 0     | 0     |
| 2000-2001             | Hapoël Beer-Sheva          | Ligat ha'Al           | -           | -           | -               | -               | -                 | -                 | 0          | 0          | -                              | 0                              | 0                              | 0     | 0     |
| Sous-total            | Sous-total                 | Sous-total            | -           | -           | -               | -               | -                 | -                 | 0          | 0          | -                              | 0                              | 0                              | 0     | 0     |
| 2002-2003             | RAA Louviéroise            | Division 1            | 22          | 3           | 6               | 1               | 0                 | 0                 | 0          | 0          | -                              | 0                              | 0                              | 28    | 4     |
| 2003-2004             | RAA Louviéroise            | Division 1            | 19          | 2           | 3               | 0               | 0                 | 0                 | 1          | 0          | C3                             | 0                              | 0                              | 23    | 2     |
| Sous-total            | Sous-total                 | Sous-total            | 41          | 5           | 9               | 1               | 0                 | 0                 | 1          | 0          | -                              | 0                              | 0                              | 51    | 6     |
| 2004-2005             | Beringen Heusden-Zolder SK | Division 2            | 1           | 0           | 0               | 0               | 0                 | 0                 | 0          | 0          | -                              | 0                              | 0                              | 1     | 0     |
| Sous-total            | Sous-total                 | Sous-total            | 1           | 0           | 0               | 0               | 0                 | 0                 | 0          | 0          | -                              | 0                              | 0                              | 1     | 0     |
| Total sur la carrière | Total sur la carrière      | Total sur la carrière | 283         | 47          | 34              | 13              | 3                 | 1                 | 2          | 0          | -                              | 3                              | 0                              | 325   | 61    |

### Sources bibliographiques
- Album Panini Belgique « Football '99 »